# 明治天皇駐蹕御趾

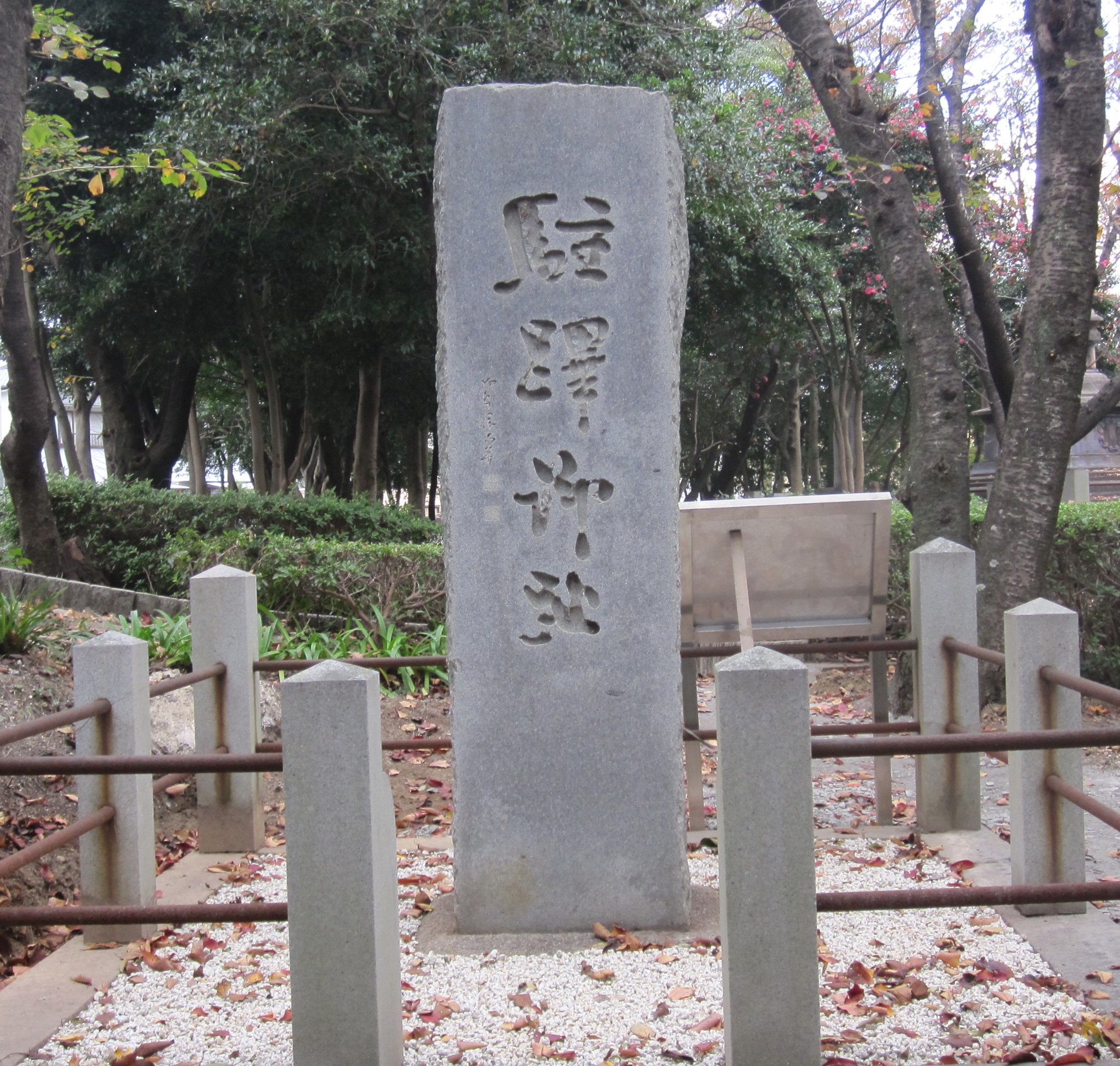
勝海舟書 駐蹕御趾

駐蹕御趾（ちゅうひつぎょし）は、愛知県半田市乙川源内林町の白山公園内に建てられた石碑である。明治23年（1890年）3月31日に明治天皇が第1回陸海軍大演習のため、この地から統監した。これを記念して明治35年（1902年）8月に村民有志の手で建立されたものである。

## 概要
『駐蹕御趾』の碑は、公園の最も奥の歩道南側に建てられている。明治23年（1890年）3月30日から4月3日の5日間、西三河から名古屋東部にかけての地域を中心に第1回陸海軍連合大演習が行われた。その演習の2日目となる3月31日に、乙川白山付近から半田雁宿山にかけて東西両軍支隊の陸戦が行われた。
明治天皇は大演習の統監をすべく、最もよく東西両軍を見渡すことができる現在の白山公園の高台から観戦した。『駐蹕御趾』はまさに明治天皇が野立した地点に建立された。
これを記念して、その大盛事を後世に伝えようと、明治35年（1902年）8月に乙川村有志によって、この碑は建立された。碑の裏面には、碑建立の主唱者として乙川小学校長であった林和三郎の名前と、発起人として杉浦勝次郎、平野歌之助、庫ヶ入惣八、他17名の名が刻まれている。
碑銘は、江戸城無血開城の立役者で、明治政府の枢密顧問官をしていた勝海舟の揮毫によるものである。林校長の甥が勝海舟の門下生であったことによる縁で、揮毫を依頼したのである。碑陰の文は林校長自身の撰によるもので、書は東浦の書家・中川南厳のものである。
『駐蹕御趾』建立の地は、昭和9年（1934年）11月1日に史蹟名勝天然紀念物保存法第1条の規定に基づき「明治天皇乙川御野立所」として半田雁宿公園内の「明治天皇雁宿御野立所」と共に文部大臣から史跡指定を受けた。史跡指定を記念し建立された「明治天皇乙川御野立所碑」の題字は、当時内閣総理大臣であった斎藤實の書である。
◎碑陰とは、石碑の裏面に記した文のことである。
【駐蹕御趾碑陰】
明治廿三年三月　　天皇親率陸海二軍大講武於尾參之間其兵凡三萬餘戰
闘五日砲聲轟々天地爲震其三十一日   天皇御馬侵大雨馳驅戰陣之中來登白
山社頭按轡而観焉嗚呼　　聖徳乾健躬與士卒分艱苦駐蹕寒郷而不顧自此
乙川民甘棠之情常不能忘也乃稱此地日駐蹕御趾意我邦自古以武建國
而其所謂兵式者參之海外諸國而拔其萃夫廿七八年之役而後　　皇威振於八紘
者蓋非偶然也頃村民相謀欲建碑以表其趾永傳之後代因謹記其梗墍以勒石云
明治三十五年八月建之
【駐蹕御趾碑陰文読み下し】
明治23年3月、天皇は尾三の間に於ける陸海二軍の大講武を親率す。其の兵は凡そ3万余、戦闘は5日砲声は轟々とし為に天地は震える。其の31日　天皇の御馬は大雨を侵し、戦陣の中を馳駆し、白山の社頭に登り来り、轡 (くつわ) を按めて焉 (これ) を観る。嗚呼聖徳は乾健にして躬ら士卒と艱苦を分かち寒郷に駐蹕して顧みず。此れより乙川の民は甘棠 (かんとう) の情は常に忘れ能わざる也。乃ち此の地を称して駐蹕御趾と日う。意うに我が国は古より武を以て建国し、其の所謂兵式は之を海外諸国に参じて其の萃 (あつまり) を抜く。夫二十七八年の役爾後皇威が八紘に於いて振るうは蓋し偶然に非ざる也。頃 (ちかごろ) 村民相謀って建碑し、以て其の趾を表し、永に之を後代に伝えんと欲す。因って其の梗概を謹んで記し、以て云 (ここ) に石に勒 (ろく) す。明治35年之を建つ
碑陰文に出てくる「甘棠 (かんとう) の情」は立派な政治を行う人に対する敬愛の情のことで、古代中国の周で善政を布いた召公が、甘棠という野生で梨に似た実のなる木の下で休んだので、人民がその木を大切にしたという故事からの譬えである。

## 乙川白山公園の石碑
乙川白山公園は、春の花見シーズンともなると、多くの人が訪れる。しかし、公園内に建立されている石碑に目を止める人は少ない。
公園最奥部中央に佇立する通称『誓いの御柱』は、その大きさの故に存在感があり、地元の住民でその碑があることを知らない人はいないであろうが、『誓いの御柱』の他にも石碑があることを知る人は意外に少ない。ましてやそれらの石碑の建立の目的や経緯を知る人は稀有である。
平成26年（2014年）11月に「乙川白山公園聖蹟保存会」が中心になり、後代の人に各石碑の思いを伝えていく為として、『駐蹕御趾』説明板の整備をした。
公園内には『駐蹕御趾』の他に関連の碑が2基、それ以外の碑が2基、そして隣接地に1基と、数多くの碑がある。また、その碑も著名人の揮毫によるものである。次に各々の碑についての説明をまとめた。

### 駐蹕御趾
「駐蹕御趾」の概要は前項を参照、詳しい記述は後段の「駐蹕御趾詳述」を参照。

### 明治天皇乙川御野立所碑

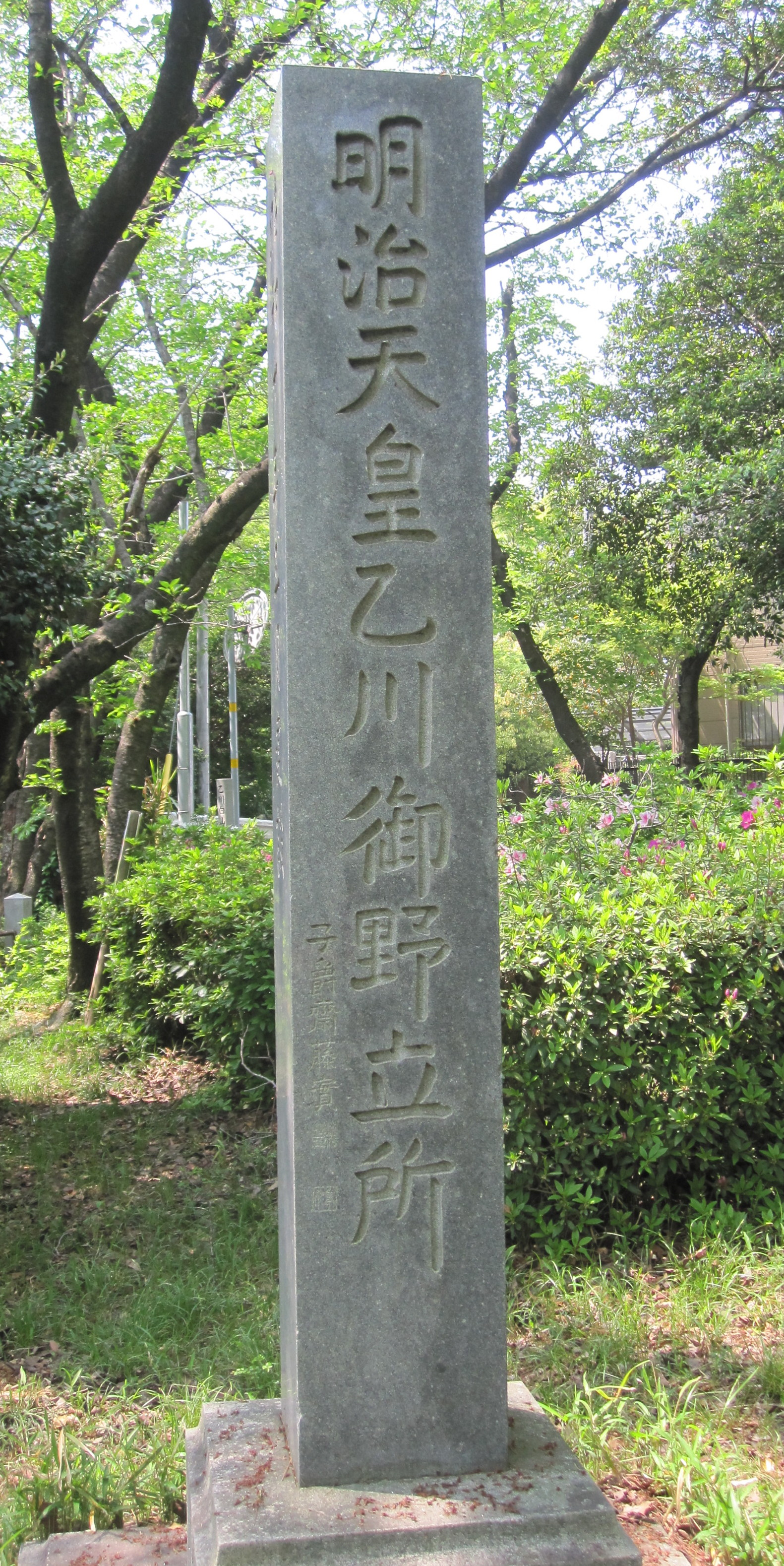
斉藤実書 乙川御野立所の碑

この碑は、昭和9年（1934年）11月1日に、この地が聖蹟地として「史蹟名勝天然記念物保存法」に基づき半田の雁宿御野立所とともに文部大臣から史蹟（跡）指定された（明治天皇聖蹟参照）。碑は昭和10年（1935年）3月に建碑されたものである。
碑の題字は、当時内閣総理大臣であった斎藤実の書である。斎藤は総理大臣を辞した後、内大臣を務めたが、昭和11年（1936年）に起きた二・二六事件で凶弾に斃れた。
昭和25年（1950年）に「文化財保護法」が制定されたことにより「史蹟名勝天然記念物保存法」は廃止になった。だが、「文化財保護法」の附則により、かつて「史蹟名勝天然記念物保存法」によって指定されたものは引き続き「文化財保護法」により指定されたものとみなすことになった。
なお、史蹟指定された時点では、公園中央を通る歩道の南側の土地は明治4年（1871年）に制定された「上知令」により官有地（国有地）とされていたが、戦後に国から返還された。

### 明治天皇御統監四十周年記念碑 (誓いの御柱)

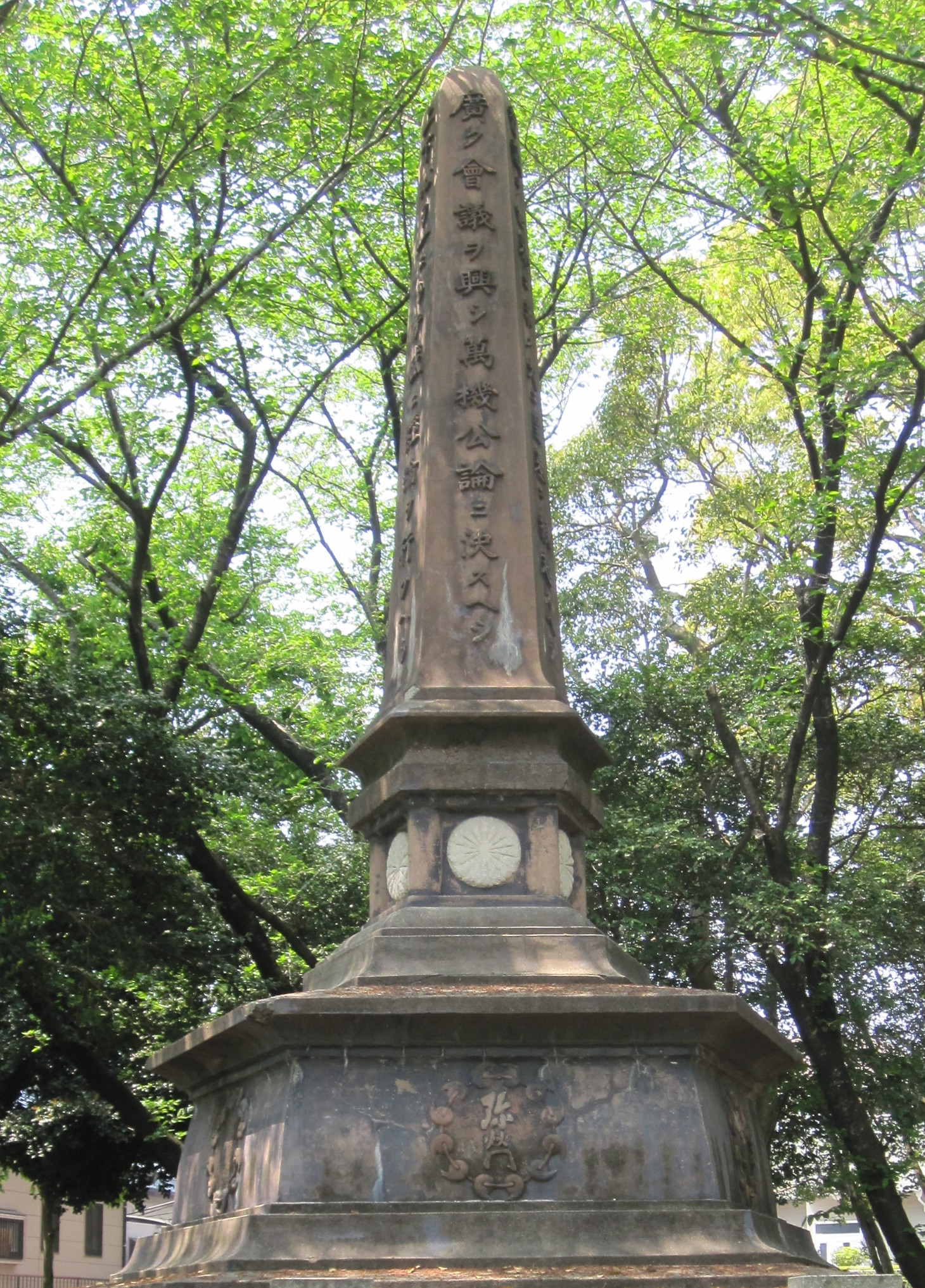
誓いの御柱(御統監四十周年記念碑)

この碑は、公園で最大の碑で歩道北側にそびえ立っているので、よく目立つ。昭和5年（1930年）11月、明治天皇御統監40周年を記念して建立されたものである。塔部には「五箇条の御誓文」が記され、台座部には「弥栄 (いやさか) 」「天晴 (あわ) れ」「あな面白 (おもしろ) 」「あな手伸 (たのし) 」「あな明 (さや) けおけ」と記されていたが、経年による劣化のため文字部分が剥離し、解読が出来ないところがある。
- 「弥栄」は日本の国と皇室のますますの繁栄と安泰を祈る意を表す言葉である。
- 「天晴れ」以下の言葉は、古史・古伝に記された「天の岩戸開き」で天照大神が岩戸隠れされ、天地が闇に閉ざされていたところ、天の安の河原に集まった神々の知恵で天の岩戸が開かれ、天地に光が満ちた時に諸々の神が発した、喜びの言葉である。世の中が光と喜びに包まれたことを寿ぐ言葉である。「天晴れ」は、文字通り天の岩戸が開かれ天地が明るくなったとの意である。
- 「あな面白」は、光を浴びて神々の顔が白く輝いて見えるさまを表している。
- 「あな」という語は、感動を表す接頭語であり、「面白」を強調する語である。
- 「あな手伸」は、手を伸ばして喜び踊る様や手を差し伸べて求めていたものを受け止めるさまを表す意で、「楽しい」と同義である。
- 「あな明けおけ」は、世の中が明るく清明 (さわやか) になったとの意で、「おけ」は、「飫憩」や「汚穢」と書かれ、神楽などで邪気や穢れを祓う囃子言葉として使われている。

参考
天照大御神の命、天の岩屋戸を出でませるからに、天の原も天の下も自づと輝き照り明かりて八百万の神々諸々共に合い見るに面 (おもて)皆著 (しろ) し、故に手を伸ばして歌い舞い天晴れ、あな面白、あな楽し、あな清 (さや)  けおけと歌いましき
五箇条の御誓文は、中学校の歴史教科書にも記載されているので広く知られている。しかし、条文の後に続く文章があることは余り知られていない。併せて記述する。なお送り仮名は平仮名に直した。
一　広く会議を興し万機公論に決すべし
一　上下心を一にして盛んに経綸を行うべし
一　官武一途庶民に至る迄各其志を遂げ 人心をして倦まざらしめん事を要す
一　旧来の陋習を破り天地の公道に基づくべし
一　智識を世界に求め大に皇基を振基すべし
我国未曾有の変革を為さんとし、朕躬を以て衆に先んじ、天地神明に誓い、大に其国是を定め、万民保全の道を立てんとす。衆亦此旨趣に基き協心努力せよ。

### 日清戦争従軍紀念碑

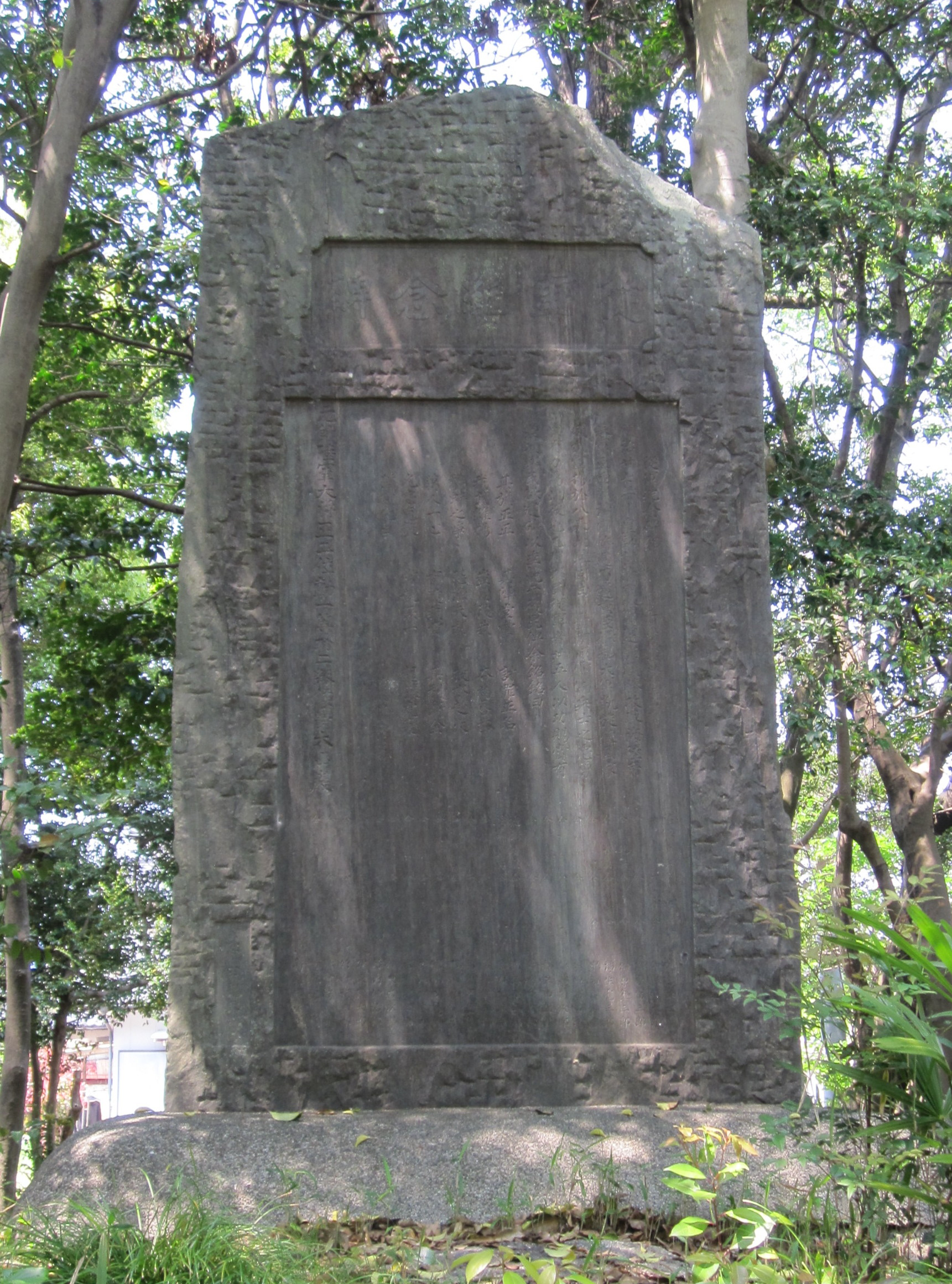
大山巌書　従軍紀念碑

この碑は、『誓いの御柱』の北側に自然石の石組みの上に建てられている。明治35年（1902年）8月に日清戦争従軍を記念して建立されたものである。現在地には大正15年（1926年）8月に移築された。移築前の碑の所在場所は不明である。
碑の題字は元帥陸軍大将大山巌であり、当時は陸軍参謀総長であった。大山は、明治23年の大演習時は陸軍大臣であり、明治天皇に随従し白山台上から大演習を観戦している。大演習時に内閣総理大臣であった山縣有朋は日清戦争には第一軍司令官として従軍し、大山は第二軍司令官として従軍した。
碑文は乙川小学校長林和三郎の撰、書は中川南厳で、『駐蹕御趾』の碑陰文の撰者と書家は同じである。
「従軍紀念碑」には林校長の撰になる碑銘と従軍者25名が刻まれている。「新修半田市誌」（中巻）には、明治28年（1895年）7月に乙川八幡社で凱旋祝賀会が催され、7月14日に臨時祭礼が挙行されたと記されている。
この碑の裏面に碑建立の発起人23名の氏名が刻まれており、その中には数名の従軍者の氏名も見られる。また建設委員には、関武三郎、山田長作、竹内惣九郎、杉浦富輔という地元乙川村の有力者の名が刻まれている。碑の建立が乙川村を挙げての大事業であったことが窺える。
日清戦争での乙川村からの従軍者に戦病死者はなかったが、後年の日露戦争では乙川村の従軍者105名のうち戦死者は17名であった。日清戦争の「従軍紀念碑」が建立されたのに対し、日露戦争の従軍記念碑が建立されなかったのは、戦死者の多さを慮ってのことであろう。
下記に、碑に刻まれた「従軍紀念碑」銘について碑銘をそのまま記す。なお旧字体の漢字は常用漢字に改めた。
従軍紀念碑銘　　乙川小学校長　林和三郎撰
明治廿七年　皇師討清国渝盟之罪戦勝攻取海陸席巻軍亘両歳清国悔過之遣重
臣講和大軍凱旋使国家威武宣揚於八表此雖固由　聖朝威霊而兵士之忠勇𡈽與
有力焉此役也乙川郷民従軍者廿五人以功賜賞有差頃郷民欲建碑以垂範于後昆
碑余銘銘日
其旗正正　　其陣堂堂　　討罪正名
我武維揚　　豈図彼我　　本為唇歯
鷸蚌之争　　恐漁之利　　投水赴火
万人一心　　有凌我者　　其利断金
糺忠克毅　　常執厥一　　龍驤虎変
猶期他日
南厳中川衡憲書

碑銘に記された漢詩の「鷸蚌 (つぼう) 之争　恐漁夫利」は、第三者に利を取られる争いになることを恐れるという意である。まさに日清戦争の結果、戦時賠償として清国から割譲された遼東半島の露・独・仏による三国干渉での清国への還付をしたことを指す。漢詩末尾の「猶期他日」は三国干渉で受けた雪辱を果たすため、臥薪嘗胆を合言葉として富国強兵に励んだ当時の日本国民の気持ちを表したものである。
「従軍紀念碑」が建立されたあたりには大正末年頃まで、「天王西古墳」があったと「半田市誌」に記述され、ここからの出土品の有蓋高坏と直刀は半田市立博物館に保存されているが、「従軍紀念碑」移築のため、整地されて古墳が消失したと考えられる。

### 慰霊碑

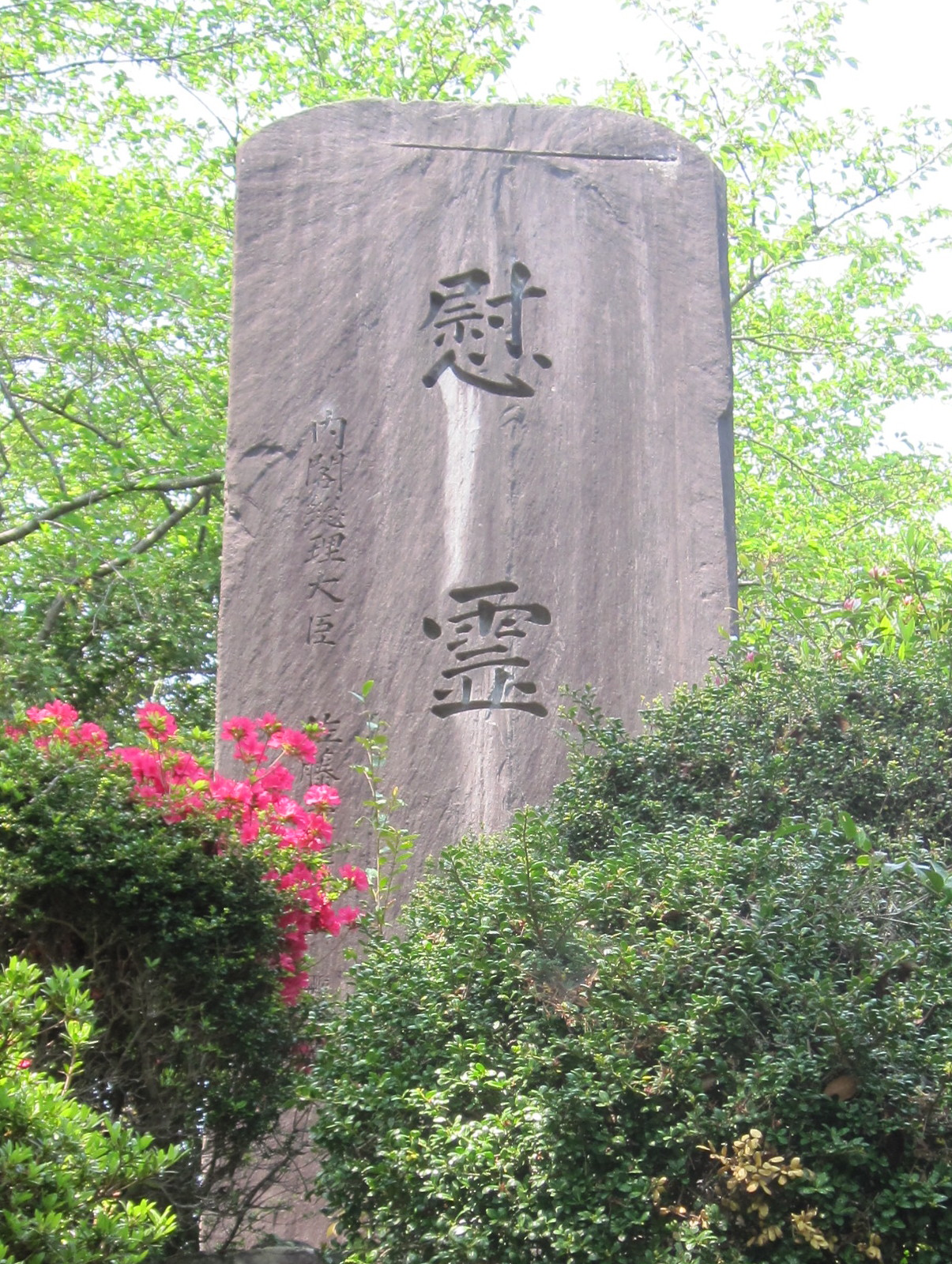
佐藤栄作書 慰霊碑

この碑は、『日清戦争従軍紀念碑』の北隣に自然石で「従軍紀念碑」と同様に石組みの上に建立されている。
支那事変（現在では「日華事変」と呼ばれている）及び大東亜戦争の犠牲者（戦死、戦病死、事故死者等）の慰霊のため、昭和46年（1971年）4月に乙川郷友会が中心となり、乙川遺族会と乙川区長会の協賛を得て建立されたものである。
題字は内閣総理大臣佐藤栄作の書である。碑裏面には、犠牲者267名の氏名が刻まれており、その内訳は次の通りである。
- 支那方面 73名
- 満州方面 2名
- 朝鮮方面 1名
- 沖縄方面 9名
- 北太平洋方面 2名
- 内地 20名
- シベリヤ方面 3名
- ルソン島 7名

支那事変および大東亜戦争の犠牲者は、日露戦争のそれをはるかに凌ぐものである。
戦争による甚大な被害の復旧と戦後レジームからの脱却は、昭和40年代の高度成長期を経てからのことである。戦後26年を経過した昭和46年になって、慰霊碑が建立された。戦後の復旧に汲々としていた時期が過ぎ、戦争の犠牲者に思いを馳せる余裕ができ、遺族の元気なうちにとの思いがあったからである。

### 金刀比羅神社社名碑

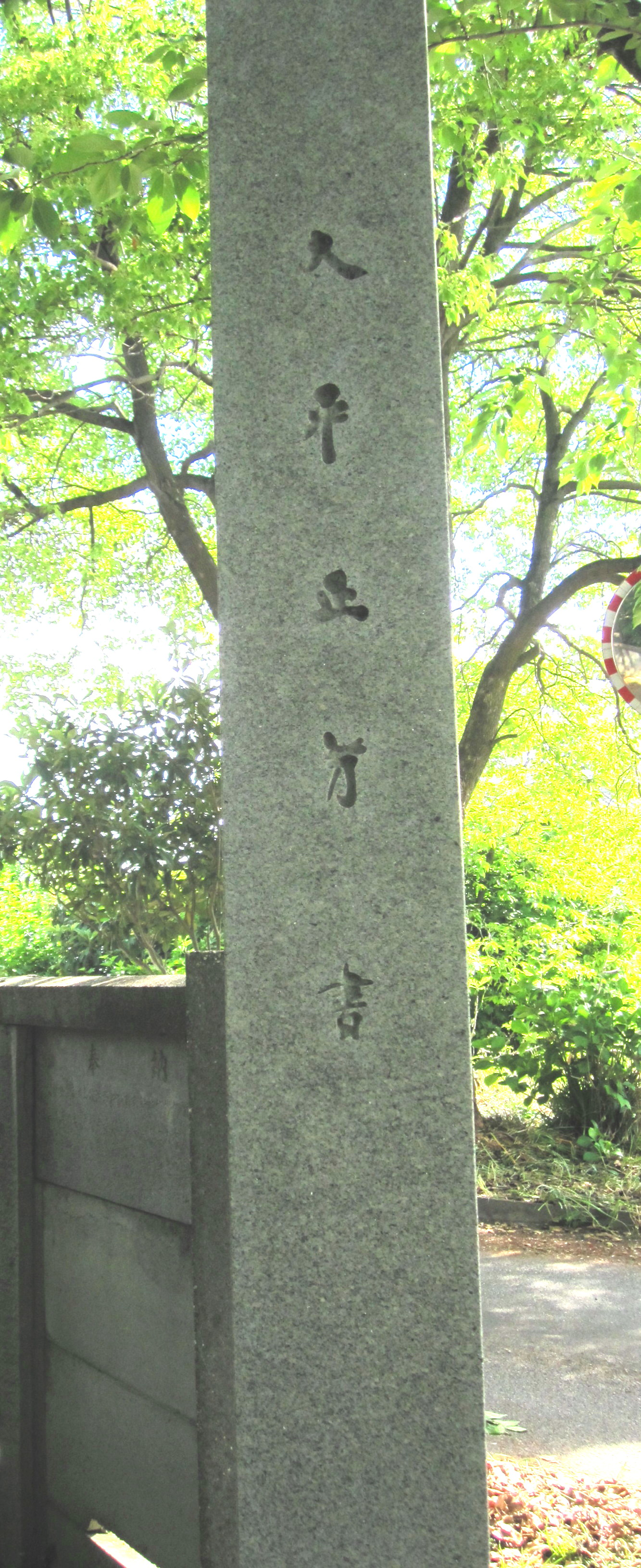
大平正芳書 社名碑

この碑は、白山公園の入り口に鎮座する金刀比羅神社の鳥居脇にある。昭和45年（1970年）10月に地元乙川の竹内信蔵および竹内鶴吉の寄進により建立されたものである。
碑の題字は、当時通商産業大臣であった大平正芳の書である。大平は昭和53年（1978年）から昭和55年（1980年）まで内閣総理大臣も務めた。金刀比羅神社は公園の東屋があるあたりにあった白山神社の境内末社として文政3年（1820年）に勧請された。祭神は崇徳天皇・猿田彦大神・金山彦命・大巳貴命の四柱である。
金刀比羅神社は海上安全に特に御利益があると言われ、漁業・海運業など海上交通に関係する人々に広く信仰され、境内には漁業が盛んであった亀崎の講中から寄進された石灯籠もある。

### 白山神社
白山神社の勧請の時期は不明であるが、江戸時代前期の寛文11年（1671年）に尾張藩によって作られた『寛文村々覚書』には、乙川村の社として「権現弐社」（白山権現と愛宕権現）の記述があることから、江戸時代初め頃には勧請されていたと思われる。しかし氏子の減少のためか、当時の政府の政策のためか、大正4年（1915年）に廃社となり、祭神は乙川八幡社へ合祀された。同村の乙川畑田町にあった「山之神社」も明治11年（1878年）に廃社となり、祭神の大山祇命は乙川八幡社の境内末社として祀られている。
また明治4年（1871年）に出された「社寺上知令」により、白山神社の境内地中央、現在の歩道より南側は官有地（国有地）として上知された。しかし、戦後になり返還された。白山神社が廃社となったのに、末社の金刀比羅神社が現在に至るも残っているのは、金刀比羅信仰が広く普及していた証左でもある。

### 補遺

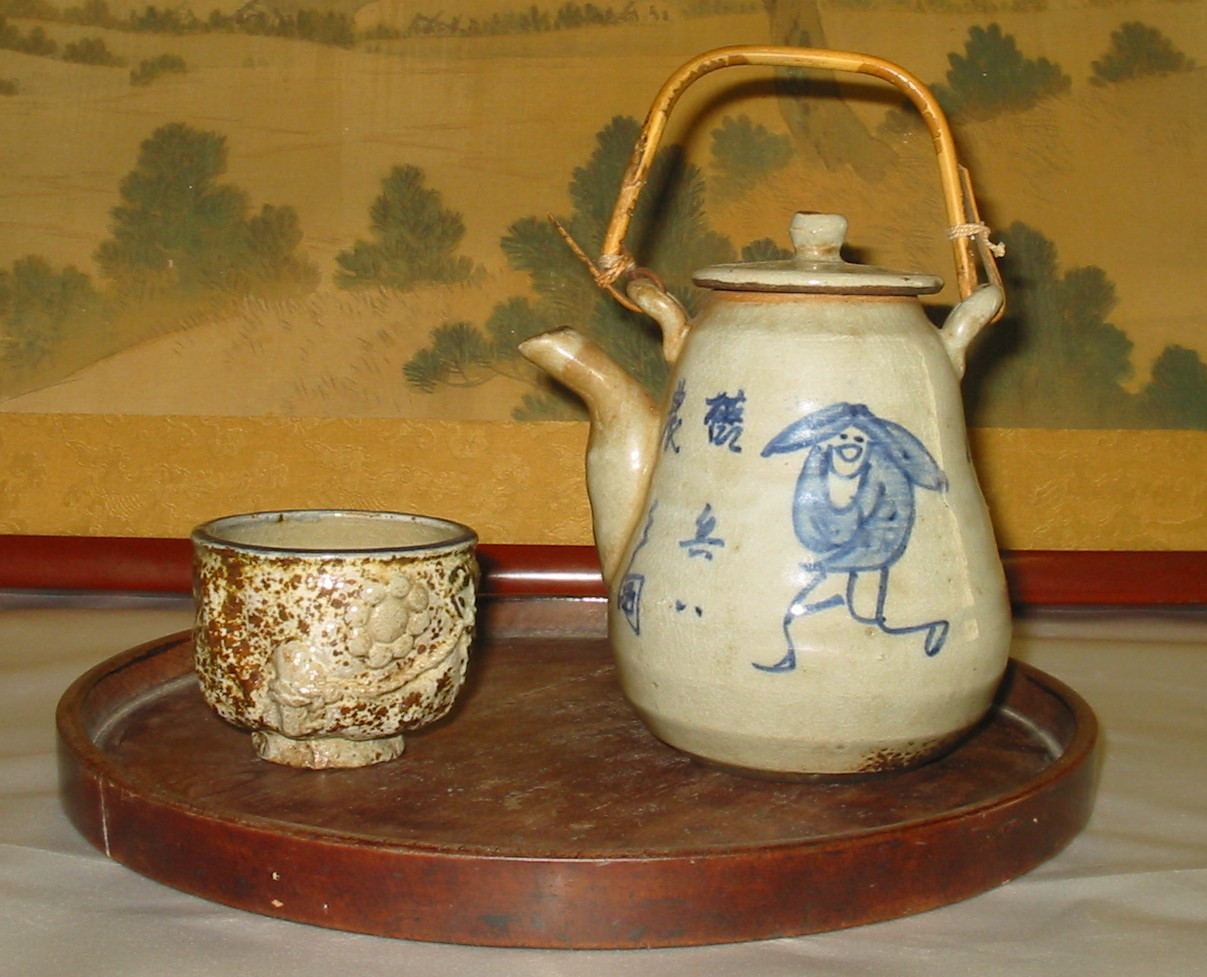
明治天皇ご使用の茶碗と急須

白山公園内の石碑についての説明は、既述のとおりである。明治23年の大演習時における当地での陸戦そのものは、大演習参加全部隊が集結して行われたのではなく、東西両軍の支隊同士の会戦であり、小規模なものであった。それに対して、「半田市誌」には「半田地区で大会戦が行われ、その会戦は大演習の中心をなすものであった」というような全く事実と異なる記述がなされている。とはいえ、この地で国家的大事業が行われたことは事実であり、その事績を記した『駐蹕御趾』は特筆すべきものであることは間違いない。
第1回陸海軍大演習を研究し、詳しく知る手助けとして、最も信頼がおける公式な資料である『明治天皇紀』の該当部分を以下に記載する。

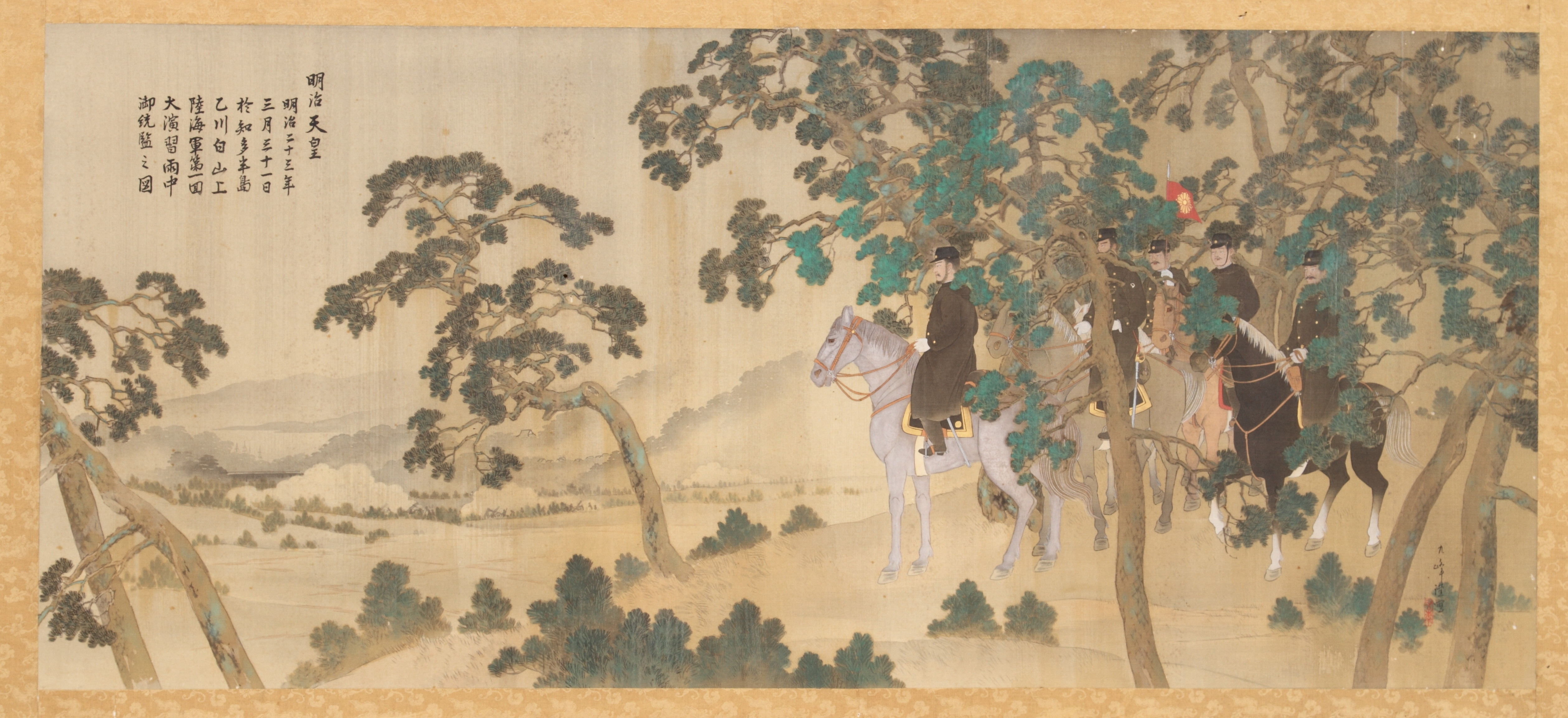
明治天皇統監図　(石井九峯画)

明治天皇紀　第七
三十一日（明治23年（1890年）3月31日）愛知県乙川及び雁宿山に大演習を統監したまふ。午前八時三十分御乗馬金華山に召させられ、半田大本営を発したまふ。参謀総長熾仁親王・内閣総理大臣・陸海軍幕僚等悉く陪従す。
時に陸軍少将乃木希典は近衛歩兵第三連隊・同騎兵一小隊・同砲兵一中隊より成る西軍支隊に将として前夜海軍援護の下に武豊港より上陸し、半田西方高地を占領し、諸隊の上陸完結を待ち、進みて東海道方面に作戦する主力軍に加わらんとす。
陸軍歩兵少佐酒井元太郎は東軍支隊長として歩兵第六連隊の一大隊・近衛歩兵二分隊・山砲兵一中隊を率い、前日名古屋を発し、敵の軍備未だ整わざるに乗じて之を襲撃せんとし、大府の南方森岡村より進軍して乙川村に入り、北部の坂を下りて先鋒正に村の南端に達す。
西軍の前哨之を発見して、半田北方高地より忽ち砲撃を開始す、時に午前十時なり、この日夜来雨大いに到り、天明の頃より、益々甚だし、天皇豪も之を厭はせられず風雨を冒し、道路の泥濘を意とせず、御馬を縦横に馳駆して演習を覧たまふ。
初め天皇、大本営を発して演習地に向はせたまふや、供奉の文武諸官何れも豪雨と泥濘とに阻まれて御騎に従ふ能はず、独り熾仁親王の随従するあるのみ。天皇、親王と俱に乙川村を過ぎ、小路を取りて東阿久比村に進みたまひ、更に騎を廻らして乙川村西北字天王西なる白山社境内に到りて観戦したまふ。
村民の伝ふる所に依れば、天皇東阿久比村に到りたまふや、暫時砲声に遠ざかるを覚え、道傍の一農夫を見、命じて観戦に便宜なる地に導かしめらる。農夫依りて之を白山社境内の台地に導きたてまつる、時に午前十時頃なり。
農夫未だ其の至尊たることを知らざるなり、飲料を望みたまふに因り、山下の清光庵に就きて茶を携え来れば、既に文武の諸臣左右に盈ち、近づくを許されず、乃ち状を申べ、侍従の手を経て之を上る、是に於いて始めて實を知り、且驚き且惶れて退くと云ふ、時に雨勢盆を覆すが如し。
天皇外套を召したまふも頭巾を用いたまはず、雨水滴りて悉く御服を潤す、侍従乃ち半巾を薦めたてまつるに、左手にて御帽を傾け、右手にて龍顔を拭はせらる、侍従之を受けて絞るに雨水瀧の如し、天皇御馬を下り、雨中に立ちて統監したまふこと数十分なり、既にして西軍は東軍の猛撃に堪えず、退却し半田西方高地を固守す、東軍追撃益々急なり、是に於いて半田沖に在る大和・葛城二艦は、海軍砲を以て陸海相応じて東軍を猛射す、戦闘益々酣なり、天皇 乙川台より半田町雁宿山の高地に御馬を薦めたまふ。時に雨忽ち歇み、忽ち到る、天皇御手ずから龍顔に注ぐ雨を拂はせたまひつつ両軍交戦の状を統監したまふ。

## 駐蹕御趾詳述

### 概要
駐蹕とは蹕 (さきばらい) を駐めるという意で、天子の行幸中一時乗り物をとどめる意として使用される言葉である。明治天皇がこの地に馬をとどめて、統監したことを記念して碑が建てられたことから「駐蹕御趾」と名づけられた。
碑の題字は、当時明治政府の枢密顧問官であった勝海舟の書である。碑陰 (碑の裏) に記された漢文による説明文は、地元乙川小学校長の林和三郎の撰によるものである。大演習の正式名称は「第一回陸海軍聯合大演習」であり、文字通り天皇親率の元に日本で初めて行われた大演習であった。

### 第一回陸海軍大演習
大演習は、西軍 (侵入軍) と東軍 (防衛軍:日本軍) が対抗するという想定で行われた。大阪第四師団に近衛師団の一部を加えた13,000人が西軍、名古屋第三師団に近衛師団の一部を加えた1,500人が東軍である。
西軍は2か国連合の海軍力をもって各地から上陸し、東軍は上陸軍に対抗するとの想定のもとに、3月30日の鳥羽沖での海戦に引き続き、3月31日には衣浦湾での海戦と半田地区での陸戦が行われた。4月1日から2日にかけては知立・刈谷から鳴海・名古屋東部での陸戦が行われた。そして4月3日には名古屋八事山で大観兵式が執り行われた。5日間にもわたる大演習であった。
軍隊の演習は、軍隊の錬成及びその成果の確認のために行われるものである。一般には衆目に曝して行われることは稀である。だが、この大演習には欧米諸国から観戦のために公使や武官が多数招待された。また、皇族・各大臣・各鎮守府長官・各師団長・県知事など国内貴顕も多数陪観者として参加し、一般国民にも観戦が勧められていた。

### 大演習の目的
この大演習は純軍事的な見地から計画された演習というより、政治的な意味合いの強いものであった。前年の明治22年（1889年）に大日本帝国憲法が制定され、大演習の行われる年には第1回衆議院議員総選挙が行われた。その後、帝国議会が開設される運びになっており、このタイミングで大演習を行うのは、軍の近代化はもとより近代国家としての体制が整ったことを国の内外にアピールするという政治的な意味をもって行われた演習であったと言える。皇族や各大臣までもが陪観に訪れたことから見ても、国家的大行事であったと言える。

### 歴史的背景
明治新政府発足以来の外交的課題と悲願は、幕末に諸外国と締結した不平等条約の改正であった。そのため殖産興業による富国強兵を国是として、国家の近代化を進めてきたのである。明治4年（1871年）から明治5年（1872年）にかけて岩倉具視らを遣欧使節として欧米に派遣したのも、不平等条約改正の予備交渉の目的もあってのことであった。だが、この時の交渉では何らの成果も得られていない。
政府が不平等条約改正を模索する中、条約改正を求めて世論が沸騰するような事件が起きた。ノルマントン号事件である。ノルマントン号事件と大演習との直接の因果関係はない。しかし、大演習が行われた頃の時代背景としては重要な事件であった。明治19年（1886年) 10月24日、横浜を出航したイギリス船籍の貨物船ノルマントン号が、和歌山沖で座礁沈没する事故があった。その事故の際、イギリス人船員26人は全員ボートで脱出し、死亡者・負傷者ともに皆無であった。これに対し、この船に乗り合わせた日本人乗客25人全員が溺死した。この事故の海難審判は日本側にその権限がなく、神戸のイギリス領事館で行われた。そして、船長以下のイギリス人船員全員が無罪という判決が出された。これを不服として、外務大臣井上馨は兵庫県知事にイギリス人船長らを殺人罪で告訴させた。だが、横浜領事裁判所での裁判の結果は、船長のみが禁錮3ヶ月の判決を受けたのみあった。死者への賠償すらも得られなかったというのがノルマントン号事件の顛末である。
この事件に関する記事は、連日新聞に掲載された。不平等条約が個人の生命・財産にも大きな不利益をもたらすものであることを、国民一人ひとりに痛切に感じさせたのである。政府も不平等条約改正のためには国の近代化を進め、欧米諸国に日本が近代国家の一員であることを認めさせることが不可欠であるとして、あらゆる機会をとらえ条約改正を諸外国に働きかけた。大演習もその一環であったと捉えるのも、あながち間違った見方ではない。

### 大演習の招待者と見学者
大演習の陪観にどのような国からどのような人が招待されていたのかを、当時名古屋を中心に発行されていた「金城新報」の記事（3月28日）から拾ってみると次のとおりである。
- 佛国（フランス）特命全権公使
- 白耳義国（ベルギー）特命全権公使
- 獨逸国（ドイツ）特命全権公使
- 露国（ロシア）特命全権公使
- 清国特命全権公使
- 澳地利洪牙利国（オーストリア＝ハンガリー）臨時全権公使
- 米国（アメリカ）特命全権公使
- 葡萄牙国（ポルトガル）臨時代理公使
- 和蘭（オランダ）、瑞西（スウェーデン）、諾威国（ノルウェー）臨時代理公使兼丁抹（デンマーク）[外交官
- 朝鮮国代理公使
- 佛国（フランス）公使館付特命大尉
- 英国（イギリス）海軍大佐
- 普国（プロイセン）参謀少佐

1人で数か国の公使や外交官を兼任している者もいるが、のべ15か国から公使や武官を招待した。公使らの随員も考慮すると、数十人の外国人が大演習の陪観に日本を訪れたことになる。
前出の金城新報に「大演習拝観人民の心得」と題した記事が掲載されている。
以下は、その中で特に外国人を意識した部分である。
一拝観人たるもの演習中に猥に音声を発し又は口笛を吹く等渾て喧擾なる挙動は最も演習上の妨害となるものなれば専ら静粛を主として拝観外国人の笑を招かざるよう注意すべし
一拝観人たるもの演習地の範囲内を馳せ或は山林原野等に於て焚き火又は揚煙なす如きは極めて演習の妨害となるものにして此の如き挙動をなすは最も外国人の笑ひを免かれざれば須らく注意を要すべし（3月25日）
この記事からは多くの外国人が大演習拝観に訪れ、その眼に日本人の行動が如何に映るかを政府当局者が大いに気にしていたことと、一般住民も多数演習拝観に訪れたことが窺える。実際多くの人が拝観していた。それを示す記事を紹介する。
汽車賃半減　大演習拝観の為静岡県尋常師範学校生徒百有余名は関ケ原或いは名古屋へ赴くべき筈にて鉄道局へ乗車賃金半額減却の儀を請求したりしが同局にては帰路だけの分を半額減却する事となせり（3月23日）
観兵生徒の注意　学習院学監陸軍]大尉柳生房義氏は同院生徒の来る三十日を以て大演習地方へ出発するに先ち観兵者の最も注意すべき要点に付き彼の欧州各国に於ける古来より有名なる大戦争を為したる事蹟及び地図等を第三師団管下演習地に対照し一々観兵の要所を指点する由（3月27日）
生徒の拝観　三重県師範学校生徒百二十余名は今三十日安濃津港より熱田に来り直ちに戦地へ拝観として進行する筈なりと（3月30日）
拝観人の齟齬　昨日は東海道桶狭間に戦争あるべしとの巷説頻りなりしかば拝観人は頻りに同地方に輻輳し来りたると夥敷幾千万人の拝観者が同地に於て今や今やと待掛けたるに豈計らんや桶狭間には何もなく天白川に一戦ありたるも其本軍の戦争は其当違ひの八事山にあり砲声遙に鳴海地方に聞へたるにぞ拝観の者は空しく鳴海辺より立去りたるもの多く天白の戦争は桶狭間辺の拝観人より余程少かりし又た笠寺は右天白川に戦争ありしが為め拝観人の入込み頗る多く同地の飲食店は大概何もかも売切れ思はざる儲口をなしたるもの多しと本社特派員が帰社しての物語（4月3日）
4番目の記事の「幾千万人の拝観者」は大袈裟過ぎるとしても、記事からは多数の人が演習の拝観に訪れたことがわかる。特に学校生徒も多数拝観に訪れていたことは、政府当局筋から演習拝観が推奨されていたことすら推測させる。
さらに新聞広告を見ると、大演習のもう一つの側面も分かってくる。以下にそれを紹介する。
売子二百名募集　此度の大演習に付出版物の売子二百名募集仕候間おのぞみの方は至急御来談あれ　下長者町　諸新聞販売舎（3月25日）
大演習戦地々図附名古屋明細図入獨案内（大判洋紙両面栖一枚眞價一銭五厘）　右は此度執行い相成る陸海軍聯合大演習に付金城社に於て夫々調査の上遠・三・尾・勢・濃五ヶ国の明細図を書き是に兵士軍艦の出入場幷に戦闘の場所等を地理上より精細に指示し、、、、、○又裏面に於ては名古屋細図に○貴顕之旅館○官衙○学校○病院○銀行會社組合○旅舎○料理店○温泉○芝居座
寄席等の所在より○医師○書工○撃剣家○弓術家○馬術家○碁家の諸名人及び市内の遊覧所○宿屋の心得等迄記載したるものなれば実地演習に臨む軍人拝覧人は勿論苟も戦地の地理模様及び名古屋の実形を知らんと欲する人は最も必要の地図なり則ち此地図一枚を購求せば居ながら演習地の事名古屋の事を一目の下に知る事を得る無上の良地図なれば御愛求を乞ふ　明廿七日より発売　名古屋市下長者町三丁目　諸新聞販売舎（3月26日）

この広告を見ると、新聞社は演習拝観人をあたかも観光客のように考え、「戦地地図」と称した観光案内図を販売し、一儲けをしようとしていたように思われる。また、一般拝観人も軍事演習の拝観というよりもサーカスや芝居の興行を見物に行くような感覚でいたのではないかと感ぜられる。
これには政府当局の意向も反映されていたと考えられる。すなわち、多くの人に演習を見学させ、一般国民に軍隊を身近なものとして感じさせるように仕向けたということである。大演習に諸外国から公使らを招待したのは、日本の近代化をアピールすることを意図して行われた。同時に、国内的にも軍隊の実際の姿を広く国民の間に知らしめるという目的もあったのである。

### 軍隊
大演習の前年の明治22年（1889年）に、陸軍は建軍以来の大改編を行った。国内治安的な「鎮台制」から外征機能を持つ「師団制」へと編成替えをしたのである。鎮台が2ないし3の歩兵連隊を持っていたのに対し、師団は歩兵4箇連隊とした。それにより、全国で10箇連隊が増設されたのである。10箇連隊も増設されれば、徴兵人数も万単位で増やさねば兵員の充足が間に合わななかった。よって「徴兵令」もこの年に従来の徴兵免除規定を廃止するよう改正され、名実ともに「国民皆兵」となったのである。
明治6年（1873年）に制定された徴兵令は、数々の徴兵免除規定があった。国民皆兵をうたいながらも、実際に徴兵される者は徴兵適齢人口の数%であった。年を追って改正され、徴兵免除規定も少なくなっていたが、それでも徴兵適齢者全員が徴兵されたのではなかった。軍隊は一般国民にとっては身近な存在ではなかったのである。それ故に、師団改編に伴う徴兵令改正を機に、軍隊を国民一般に身近なものとしての認識を持たせ、徴兵忌避や徴兵逃れの風潮を一掃する必要があったのである。
したがってこの大演習は、一般国民に軍隊の実際の姿を実地に見せ、自分たちの郷土から入営した兵士が演習で活躍する様子を見せることも目的であった。よって軍隊アレルギーをなくし、徴兵業務を円滑に進めるための国内向けの広報活動でもあったとの見方もできるのである。

### 演習地
演習地として西三河から尾張東部にかけてのいわゆる尾三の地がなぜ選ばれたかであるが、『半田市誌』にはその理由として、「知多半島が、古来、伊勢から東海道一帯にかけて軍事的要地であったこと。また陸海軍の演習を合同で行う上での便宜を有する地であったこと」と記述されている。
だが、知多半島が軍事的要地であったとはにわかに肯定しがたい。古来、知多半島の領有を巡っての合戦があったということは歴史上、古代から近代までないのである。知多半島を足掛かりにして勢力を三河、尾張、伊勢方面へ伸ばした武将が存在したこともないのである。
中世に三河から知多半島を横断し、伊勢へ至る交通路が開かれていたことはあるが、それをもってしても軍事的要地であったとは言えない。
演習が行われたので後付の理屈を考え出したと考えざるを得ない。また演習を行う上での便宜を有する地であったとの記述も、具体的にどのような便宜を供することが出来たのかについての言及がないので、これも後付の理屈であるとしか考えようがない。
では実際のところ、いかなる理由で尾三の地が演習地として選択されたのか。その答えは、当時の幹線鉄道の運転区間と師団の配置にあるのである。現在の幹線鉄道のうち、明治23年（1890年）の時点で全線営業運転をしていたのは東海道本線のみである。
そして師団は近衛師団・第一師団が東京、第二師団が仙台、第三師団が名古屋、第四師団が大阪、第五師団が広島、第六師団が熊本に配置されていた。
飛行機や自動車のない時代であり、軍隊の移動は鉄道か船か徒歩行進によるしかない。演習に参加する部隊の移動や諸外国から演習陪観に招待した公使たち、さらには一般拝観者の演習地への移動を考慮すれば、東海道沿線以外に演習の地を求めることは出来ない。
しかも、海戦に引き続き陸戦をするという演習日程を考えれば、御召艦（おめしかん）が入港出来る港湾があり、かつそこまで鉄道で移動が可能で、さらにその近傍に師団規模の部隊が展開できる開豁地（かいかつち）のあることが必要不可欠の条件となる。
東海道沿線でそれらの条件を満たす場所を探すと、天然の良港を有する武豊からその対岸に広がる濃尾平野を有する尾三の地に限られる。武豊線は、東海道線の敷設のために武豊港に陸揚げされた資材を運搬するために敷設された路線であり、武豊港から名古屋へは直通で運行されていた。また武豊港は水深もあり、天然の良港である。木製とはいえ大型の桟橋も整備されており、荷役作業もできるようになっていた。武豊港については、明治24年（1891年）に愛知県から内務大臣あてに「特別輸出港中に加えられたき件」として建議され、明治32年（1899年）に開港場として指定を受けていることから考えても、大型軍艦の入港に何らの支障もない。
明治20年（1887年）に、京都での孝明天皇二十年祭を済ませた天皇と皇后は東京への帰途、現在の武豊町役場の位置にあった長尾山へ行幸啓された。そこから武豊港で行われた陸海軍対抗演習を天覧され、その後、武豊港から軍艦に乗御し帰京された。そのことも大演習で武豊港を使用することになった理由の一つになったと言える。

### 住民の様子
視点を変えて、演習地となった地域に住む住民はこの大演習をどのように捉え、また生活にどのような影響があったかを、「金城新報」の記事から紹介する。
半田通信　今回の海陸大演習に付ては同港は恰も戦場の真中なれば人民はいづれも一ト儲けと大喜びの様子にて夫々準備中（3月8日）
誰もが一儲けと喜んでいた訳ではないだろうが、半田は商業の町であり、大演習で町の知名度が上がるだけでも宣伝効果があると喜ぶ人が多かったのは事実であろう。多数の見学者が来れば飲食物や土産物の売り上げが伸びるだろうと皮算用をした人もいたに違いない、何時の世でも商魂逞しい人はいるものである。
半田行在所の門今回行在所と定められたる半田小栗富次郎氏邸の門は低きに過ぐるが故に之を取払ひ更に大なる門を建築中なりといふ（3月20日）
内外貴顕の宿舎を割り当てられた家は、半田町でも富裕な家ばかりであった。末代までの名誉とばかり、家の造作や調度品の整備にそれなりの出費をしたであろうが、それを負担に感じる人はいなかったであろう。なお小栗富次郎邸に置かれた半田大本営へ入御される時、明治天皇は愛馬金華山に乗ったまま門をくぐったと伝わっている。
告示第四十二号
今般陸海軍聯合の大演習施行に付軍隊の運動上自然耕作物其他の物件に損害を與へたるときは被害土地の反別物件種類の調査を要せす不取敢損害を受けたる事の要旨を其地演習終結の翌々日まてに郡役所又は市役所へ申告すへし右期日内申告したるものに限り検査に及ふへき筈其筋より通牒ありたり
明治廿三年三月十九日　愛知縣知事 白根專一（3月21日）
演習地となった土地が演習のため、人馬に踏み荒らされれ損害を被った時には損害賠償のための調査をするので、演習後申告せよとの告示である。だが「半田市誌」によれば、地目により差があるものの、平均すると賠償額は見積の22%程度であったとされている。大演習で一儲けと喜んだ人もいたが、農地を踏み荒らされ、その損害も十分受けられず迷惑を被った人も多数いたのである。しかし、地域によっては全く損害の申告をしないところもあったようで、当事者たちに損害を迷惑と感じた人もいれば、この程度の損害は国民として受忍するのが当然であると考えた人もいたということである。
演習地人民の諸心得　演習地に於ける拝観人民の心得及び軍隊宿舎なる戸主の心得は左の如し　軍隊宿舎となる戸主の心得　―　軍隊には軍紀あり風紀あり　風紀を摘説せんに取締りと云ふ意味に近し　軍隊の宿舎には此の風紀尤も厳粛なるものなれば宿舎の戸主も亦厳重に守らざる可からず　而して宿泊の軍人を丁寧に待遇するは一般国民の義務なれば専ら之を注意すべし(以下略)（3月25日）
心得には、銃架や背嚢（リュックサック）掛けを準備するのが望ましいとか、食事は消化のよいものをというように事細かく書かれている。宿舎に割り当てられた場合には対価（賄付の場合一人当たり15銭、自炊の場合一人当たり3銭）が支払われたが、決して高い額ではない。軍隊の宿舎に割り当てられたことで、それを国民の義務を果たす絶好の機会と受け止めたのか、その反対に余計な負担と感じたのかは新聞の記事からだけでは分からない。だが、この大演習では演習参加部隊が駐屯地から演習地へ移動の途次、あるいは演習終了後の帰路で民家へ宿泊した例は数多くある。
半田の道路改修　半田停車場より同市中へ達する道路は屈曲して頗る不便なるより今回の御臨幸を機として新道を開くことに決し巾三間にして停車場より一直線に本町へ通ずるやう田地又は家屋を毀ちて一昨日より着手し人夫数百人にて昼夜の別なく取急ぎ居るよしなるが三十日前には出来の見込なりといふ（3月26日）
大演習があったから、道路改修がなされ、周辺住民の生活の便が向上したことは事実であろう、しかし、その経費は地元負担であるから、大演習があったから道路が良くなったと単純に喜んでもいられないであろう。もっとも、大演習がなければ道路が改修されることもなく、住民は不便を忍んでいたであろうから、大演習は社会インフラの整備の促進という効果もあったと言えるであろう。
記事の最後に、当地であった泣くにも泣けない、当事者にとっては一瞬にして全身の力が抜けるような「事件」があったことを紹介する。
御休憩所の準備　 亀崎町御休憩所伊藤孫左衛門氏は門前より書院迄新規に御影石を以て敷詰め巾四尺餘延長凡廿間餘誠に書院を始め各室とも絨毯を敷き内外の準備畧落成し門内には練業會員各自の銘酒數十樽を飾り付る計畫なりと (3月28日)
亀崎に於ける模様　縣下亀崎港は陛下の御小休みあらせらるる筈にて御休憩所たる伊藤孫左衛門氏は實に千載の一隅なのと歓喜の餘り種々の御待受けの準備をなし居り由の所此程全く其事を了したりと報知（3月29日）
亀崎人民の失望　一昨三十一日は知多郡亀崎へ 御臨幸遊はさるるやの御都合の御事に承るものから同港にては夫々奉迎の準備をなし今や遅しと待受け奉りしに同日午前十一時に至り其筋よりの御達しに今度は御都合ありて御臨幸遊ばされぬとの御事に何れも深く失望の色に見へたりとぞ（4月2日）
3月中旬に宮内省から侍従と侍従武官、地元からは愛知県知事と知多郡長が下検分に訪れ、御休憩所に決定したという。また3月25日には有栖川宮が現地を訪れ、高根山の検分をしているから、伊藤孫左衛門らが当然御臨幸があるものと信じていても不思議はない。しかし何の手違いか、新聞記事に書かれたような結果になったのである。このような手違いや行き違いは各地であったのではないかと推測する。

### 備考
日本の近代化を諸外国にアピールし、不平等条約の改正に資するとの狙いを持った大演習であったが、大演習後の条約改正交渉の結果はどうであったか。領事裁判権撤廃が明治32年（1899年）、関税自主権回復が明治44年（1911年）、実に日米和親条約が締結された安政元年（1854年）から50年以上も経ってのことであり、大演習から21年を要している。